# Ела Фицджералд
Ела Джейн Фицджералд (на английски: Ella Jane Fitzgerald) е американска певица, един от най-известните джазови изпълнители на XX век. Притежава уникален глас с диапазон от 3 октави, който превръща в съвършен музикален инструмент.

## Биография

### Детство и младежки години
Бъдещата първа дама на джаза е родена в градчето Нюпорт Нюз, Вирджиния. Още докато е съвсем малка, след като бащата напуска семейството, тя се мести с майка си в Ню Йорк, където прекарва детството си. Още тогава тя проявява своята артистичност. След смъртта на майка си, Ела започва да живее при леля си в Харлем – дотогавашната примерна ученичка напуска училище, а през 1934 година и леля си. По-голямата част от времето си прекарва на улицата или в нощните клубове. През същата година тя случайно решава да се яви на конкурса за любители, организиран от популярния тогава диджей Ралф Купър. Всъщност първоначалното ѝ намерение е да се яви като танцьорка, но поради силната конкуренция се разколебава и решава да пее. Проявата на конкурса е впечатляваща и разтваря врати пред бъдещата кариера на младата певица.
Започва работа при Чък Уеб, чийто биг-бенд е един от най-добрите за времето си – с него работи седем години. През 1935 г. с Чък Уеб Ела Фицджералд записва първата си грамофонна плоча (Love and Kisses и I’ll Chase the Blues Away), превръща се в любимка на публиката и постепенно личната и слава започва да засенчва тази на Уеб. Следва съвместна работа със знаменитости като Бени Гудмън и Теди Хил, но Фицджералд остава лоялна към Чък Уеб и след смъртта му на 16 юни 1939 г., в продължение на няколко години ръководи неговия оркестър.

### Зрял период
От средата на 40-те години на 20 век се изявява блестящо на клубната сцена. Работи съвместно с велики джазови музиканти, като Оскар Питърсън, Франк Синатра, Бени Картър, Дюк Елингтън, Нат Кинг Коул и др. Особено плодотворно е сътрудничеството ѝ с „краля на джаза“ Луис Армстронг – Сачмо, който освен неин музикален и сценичен партньор е и музикален учител. Усъвършенства изкуството на вокалната импровизация до степен, че става първата джазова певица, чието пеене е равностойно на инструменталната импровизация на бенда.
Върхът на творчеството ѝ настъпва през 50-те години, когато импровизационният джаз отново излиза на преден план, особено с появата на бибоп-а. Появяват се виртуозните изпълнения на джазови стандарти като „Hello, Dolly“, „Oh, Lady Be Good“, „How High the Moon“, записани в студио и повторени по съвсем различен начин по време на многобройните концерти из целия свят.
През 1955 г. тя се изявява като актриса в драматичния филм Pete Kelly's Blues, където изпълнява ролята на Маги Джаксън. Въпреки че самият филм получава смесени рецензии, Фицджералд получава положителни оценки от филмовите критици за своята игра.
Споделя: „Когато импровизирам, винаги си се представям като тенор-саксофона в оркестъра“. През този период от особено значението на сътрудничество ѝ с Норман Гранц, с когото значително допринасят за издигането на джаза и приравняването му с „високото изкуство“ на класическата музика.
60-те, 70-те и 80-те години са период на напрегната и ползотворна работа, съпътствана от неизменната слава. Възрастта обаче си казва думата – концертите и звукозаписите стават по-редки, но отново са шедьоври. Последния си диск „All That Jazz“ Ела записва през 1989 г., три години по-късно в Уест Палм Бийч изнася и последния си концерт.

## Дискография и награди
- Дискографията на Ела Фицджералд обхваща над 1500 заглавия, някои от които са в няколко различни изпълнения.
- През дългата си кариера е носител на 13 награди Грами. Има звезда на „Алеята на славата“ в Холивуд.
- „Доктор хонорис кауза“ на Йейлския, Берлинския, Пенсилванския, Дортмундския университет, на Масачусетския технологически институт и др.
- Носител на Националния медал на изкуствата на САЩ.
- Погребана е с държавни почести.